# Гана на летних Олимпийских играх 1964
Гана принимала участие в Летних Олимпийских играх 1964 года в Токио (Япония) в третий раз за свою историю, и завоевала одну бронзовую медаль.

## Медали

### Бронза
Бокс, мужчины, второй полусредний вес (63,5 кг) — Эдди Блэй